# Baruch Marzel

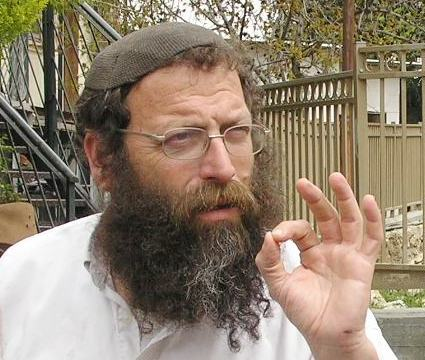
Baruch Marzel

Baruch Meir Marzel (Hebreeuws: ברוך מאיר מרזל) (Boston, 23 april 1959) is een Israëlisch politicus.
Hij is een orthodoxe jood en leeft met zijn vrouw en negen kinderen in de Joods-Israëlische nederzetting Tel Rumeida in de stad Hebron op de Westelijke Jordaanoever. Daarheen trekt hij Joodse toeristen en gasten en organiseert allerlei activiteiten. Tevens zit hij in verschillende raden van de nederzetting Kirjat Arba. Reeds op jonge leeftijd bezocht hij met zijn ouders Hebron, waar rabbijn Moshe Levinger in het Parkhotel getrokken was. Als volger van Meir Kahane was hij betrokken bij militante acties, demonstraties en de stichting van buitenposten en Israëlische nederzettingen op diverse locaties op de Westelijke Jordaanoever, waaronder Tel Rumeida. Daarbij werd hij meerdere keren gearresteerd, vaak samen met Kahane. Op 17-jarige leeftijd werd hij voor het eerst veroordeeld; meerdere veroordelingen volgden.

## Politieke activiteiten
Marzel was de rechterhand van rabbijn Meir Kahane en werd diens secretaris in de Kach-partij in 1984. In 1988 werd de partij verboden om aan de verkiezingen deel te nemen en ging door als Kach-beweging. Na de moord op Kahane werd Marzel een van de leiders van de Kach/Kahane beweging. Na het Bloedbad in Hebron op 25 februari 1994 door Kach-lid Baruch Goldstein kondigde hij aan zich terug te trekken uit de activiteiten van de beweging.
Marzel is een rechts-extremistisch activist. Hij was leider van de op het religieus zionisme gebaseerde partij Joods Nationaal Front, die in 2012 samengevoegd werd met de Hatikva-partij van Aryeh Eldad om Otsma LeJisrael (later Otsma Jehudit genoemd) te vormen. 
In 2006 riep  Marzel de regering op om het Israëlische Defensieleger (IDF) een gerichte moordaanslag op de Israëlische vredesactivist Uri Avnery uit te laten voeren. De bom op Beit Hanoun, waardoor een familie van 18 Palestijnen gedood werd, noemde hij 'heilig'..
Marzel stond op de vierde plek van de kandidatenlijst van de combinatie Yachad-Otsma Jehudit voor de Knessetverkiezingen van 2015 (de combinatie behaalde geen zetels).
Voor de verkiezingen van de 21ste Knesset op 9 april 2019 ging de aan de Kach-beweging gelieerde partij -Otsma Jehudit een lijstverbinding aan met Het Joodse Huis.

## Standpunten
Marzel riep in het verleden op tot geweld tegen homoseksuelen: "We hebben een heilige oorlog te voeren." Volgens hem is homoseksualiteit een keuze en kunnen homoseksuelen veranderen als ze dat willen.
In december 2018 riep hij het Israëlische bezettingsleger op om Palestijnen, die zich tegen de bezetting verzetten, medische behandeling te onthouden en te laten doodbloeden. Deze uitspraak deed hij nadat een soldaat van de Givati Brigade een Palestijnse man dood schoot en liet doodbloeden.